# Mary Ellen Bute
Mary Ellen Bute (* 21. November 1906 in Houston; † 17. Oktober 1983 in New York City) war eine Pionierin des amerikanischen Animationsfilms. Sie ist auch eine der ersten weiblichen Regisseure von Experimentalfilmen.

## Leben
Mary Ellen Bute studierte Malerei in Texas und in Philadelphia, dann Bühnenbeleuchtung an der Yale-Universität. Sie studierte die Tradition der Farborgeln, um mit Licht zu malen. Sie arbeitete mit Leon Theremin und Thomas Wilfred zusammen und war von den abstrakten Animationsfilmen von Oskar Fischinger beeinflusst.
Bute begann ihre Filmemacherinnen-Karriere in Zusammenarbeit mit Joseph Schillinger bei der Animation von Visuals. Ihre späteren Filme entstanden in Zusammenarbeit mit ihrem Kameramann Ted Nemeth, den sie 1940 heiratete. Ihr letzter Film, inspiriert von James Joyce, bezog sich auf Passagen aus James Joyce’ Finnegans Wake, einem Live-Action-Film, der über einen Zeitraum von fast drei Jahren (1965–67) entstand.
In den 1960er und 1970er Jahren arbeitete Bute an zwei Filmen, die nie fertig gestellt wurden: eine Adaption von Thornton Wilders 1942er Stück The Skin of Our Teeth und einen Film über Walt Whitman mit dem Arbeitstitel Out of the Cradle Endlessly Rocking.
Ihre Spezialität war die visuelle Musik. Sie drehte, während sie zwischen 1934 und 1953 in New York arbeitete, vierzehn kurze, abstrakte Musikfilme (abstract animation). Viele davon wurden in Kinos gezeigt, wie z. B. in der Radio City Music Hall, und gingen in der Regel einem prestigeträchtigen Film voraus. Einige ihrer späteren abstrakten Filme wurden als Teil ihrer Seeing Sound Serie kategorisiert.
Bute war Gründungsmitglied der Women’s Independent Film Exchange. Sie wählte die Filmhistorikerin Cecile Starr für den Vertrieb ihrer Kurzfilme.
Mary Ellen Bute starb im Cabrini Medical Center in New York City an Herzinsuffizienz, fünf Wochen vor ihrem 77. Geburtstag. Sechs Monate zuvor, am 4. April, erhielt sie im Museum of Modern Art eine besondere Ehrung und eine Retrospektive ihrer Filme.
Ein Archiv mit einigen von Butes persönlichen Papieren befindet sich in der Beinecke Library der Yale-Universität. Die umfangreiche Sammlung von Bute-Papieren der Filmhistorikerin Cecile Starr befindet sich in Yale. Eine kleinere Sammlung befindet sich im Center for Visual Music in Los Angeles. Mehrere ihrer Filme befinden sich im Yale Film Study Center, Center for Visual Music, George Eastman House, Museum of Modern Art in New York, Anthology Film Archives und einer Reihe anderer Institutionen und Archive. Ein reisendes Retrospektivfilmprogramm mit all ihren abstrakten kurzen visuellen Musikfilmen wird seit 2006 vom Center for Visual Music in den USA, Australien und Europa mit Prints aus der Cecile Starr Collection präsentiert. Mehrere ihrer Filme, in neuen HD-Transfers, sind auf dem vimeo VOD-Kanal von CVM und auf der aktuellen Visual Music 1947–1986 von der CVM Archive DVD zu sehen.

## Filmographie
Es gab Diskrepanzen bzgl. der genauen Angaben Filme von Mary Ellen Bute, vor allem aufgrund von Ungenauigkeiten bei der Veröffentlichung in Online-Artikeln und Websites. Die folgenden Daten werden durch Dokumente ihres Distributors Cecile Starr und Butes Werbematerialien und Programme in der Sammlung des Center for Visual Music bestätigt.
- 1933: Synchromy, Zusammenarbeit mit Joseph Schillinger und Lewis Jacobs[unvollendet].
- 1934: Rhythm in Light (s/w, 5 Min.) in Zusammenarbeit mit Melville Webber und Ted Nemeth
- 1935: Synchromy No. 2 (s/w, 5,5 Min.) Musik: Abendstern aus Tannhäuser von Richard Wagner
- 1936: Dada (s/w) – 3-minütige Kurzfilme für Universal Newsreel.
- 1937: Parabel (s/w, 9 Min.) Musik: Création du monde von Darius Milhaud.
- 1937: Flucht (Farbe, 4,5 Min.) Musik: Toccata in d-Moll von J.S. Bach.
- 1939: Spook Sport (Farbe, 8 Min.) Musik: Tanzen Sie makabre bei Camille Saint-Saëns. Animation von Norman McLaren.
- 1940: Tarantella, Farbe, 5 Minuten. Animation von Norman McLaren.
- 1947: Polka Grafik, Farbe, 4,5 Minuten. Dmitri Schostakowitschs Polka aus dem Zeitalter des Goldes
- 1948: Color Rhapsody (auch bekannt als Color Rhapsodie), Farbe, 6 Minuten.
- 1948: Phantasie, Farbe
- 1949: Neue Empfindungen im Klang, Farbe, 3 Minuten. (Werbefilm für RCA)
- 1950: Pastorale, Farbe, 9 Minuten. Bachs Schaf kann sicher grasen
- 1952: Abstronic, Farbe, 7 Minuten. Aaron Copland's Hoe Down und Don Gillis’ Ranch House Party.
- 1953: Stimmungskontraste, Farbe, 7 Minuten.
- 1956: The Boy Who Saw Through (Produzent), s/w, 25 Minuten. Stars ein junger Christopher Walken. (nicht abstrakt)
- 1965–1967: Passagen aus James Joyce’ Finnegans Wake, s/w, 97 Minuten. (Regisseur und Co-Autor) [nicht abstrakt] Vorführung bei den Internationalen Filmfestspielen von Cannes